# Byron Mullens
Byron Mullens (Canal Winchester, 14 de fevereiro de 1989) é um jogador norte-americano de basquete profissional que atuou na  National Basketball Association (NBA). Foi o número 24 do Draft de 2009.